# Општина Ботошешти-Паја (Долж)
Ботошешти-Паја (рум. Botoşeşti-Paia) општина је у Румунији у округу Долж.
Oпштина се налази на надморској висини од 215 m.